# Omar Sívori
Enrique Omar Sívori (San Nicolás de los Arroyos, 2 de Outubro de 1935 — San Nicolás, 17 de fevereiro de 2005) foi um futebolista e treinador de futebol ítalo-argentino. Ele é conhecido pelo sucesso na Juventus durante o final dos anos 1950 e início dos anos 1960. A nível de clubes, ele também jogou pelo River Plate e Napoli. Ele jogava como meia armador, sendo considerado um dos maiores jogadores de seu tempo, sendo listado na relação dos maiores jogadores de todos os tempos. Ele foi classificado como o 16º melhor jogador sul-americano do século XX, em texto publicado pela IFFHS em 2004. Integra também a lista dos 50 maiores jogadores do século XX desenvolvido por especialistas e historiadores da FIFA e também publicados pela IFFHS em 2004. No cenário internacional, jogou pela primeira vez com a Seleção Argentina, ganhando a Copa América em 1957. Mais tarde, também jogou pela Seleção Italiana, aproveitando-se de sua ascendência, participando de alguns jogos da Copa do Mundo de 1962. Depois de sua aposentadoria como jogador, ele treinou várias equipes na Argentina, incluindo a seleção nacional. Ele também ganhou o prêmio de Futebolista Europeu do ano em 1961.

## Estilo de Jogo
Ele tinha um estilo definido como audacioso e brilhante. Utilizava suas habilidades para driblar, tendo como especialidade a jogada de passar a bola entre as pernas do adversário para vencê-lo. Originalmente um jogador canhoto, teve a capacidade de marcar com ambas as pernas e, apesar de sua relativa baixa estatura, também marcava gols de cabeça. Especialmente quando jogador da Juventus, foi capaz de utilizar suas habilidades de visão e de ultrapassagem, trabalhando em conjunto com John Charles e Giampiero Boniperti. Por conta de seu estilo de jogo, país de nascimento e, por vezes, a natureza rebelde dentro e fora de campo, é comumente comparado com um jogador que surgiu depois dele: Diego Maradona, recebendo o apodo de “o Maradona dos anos 60”.
Em março de 2004, Sívori foi nomeado por Pelé como um dos 125 maiores jogadores de futebol vivos e homenageado como parte do FIFA 100. No ano seguinte, em fevereiro de 2005, Sívori morreu em sua cidade natal, San Nicolás aos 69 anos devido a um câncer de pâncreas.

## Títulos
River Plate
- Primera División: 1955, 1956, 1957

Juventus
- Série A: 1957–58, 1959–60, 1960–61
- Coppa Italia: 1958–59, 1959–60, 1964–65
- Copa dos Alpes: 1963

Napoli
- Copa dos Alpes: 1966

Seleção Argentina
- Copa América: 1957

### Prêmios individuais
- Ballon d'or: 1961.
- Artilheiro do Campeonato Italiano em 1960 (27 gols).
- 36.º melhor jogador de futebol do século XX da IFFHS
- IFFHS ALL TIME ARGENTINA MEN'S DREAM TEAM (Time B)[3]